# Luigi Sturzo
Luigi Sturzo (ur. 26 listopada 1871 w Caltagirone, zm. 8 sierpnia 1959 w Rzymie) – włoski ksiądz katolicki, polityk, senator dożywotni, inicjator włoskiej chadecji.

## Życiorys
Kształcił się w seminarium duchownym w rodzinnej miejscowości, w 1894 przyjął święcenia kapłańskie. Studiował również na Papieskiej Akademii im. św. Tomasza z Akwinu, uzyskał stopień doktora na Papieskim Uniwersytecie Gregoriańskim. Założył czasopismo "La croce di Costantino", protestował przeciwko represjom wobec sycylijskich górników i rolników, a także przeciwko planom rozwiązania organizacji pracowniczych. Prowadził zajęcia w seminarium duchownym, był radnym prowincji Katania, a w latach 1905–1920 był burmistrzem Caltagirone.
W 1919 był założycielem i został sekretarzem Włoskiej Partii Ludowej (PPI), ugrupowania o profilu chadeckim, które w tym samym roku uzyskało blisko 1/5 mandatów w Izbie Deputowanych. W proteście przeciwko rosnącej roli faszystów Benito Mussoliniego w 1923 wycofał się z życia publicznego, a w 1924 udał się na emigrację. Przebywał w Wielkiej Brytanii i Stanach Zjednoczonych.
W 1946 powrócił do Włoch, gdzie dawna PPI reaktywowała się jako Chrześcijańska Demokracja. 17 września 1952 prezydent Włoch Luigi Einaudi w uznaniu zasług powierzył mu godność dożywotniego senatora. Luigi Sturzo zasiadał w Senacie I, II i III kadencji, tj. do czasu swojej śmierci.